# 羅拔·寇蒂斯·禾根
（1945年6月8日—）是美國前美式足球進攻護鋒，曾在美式足球聯盟為丹佛野馬效力過一場比賽。他在密西西比大學反叛者打大學美式足球比賽，並在1968年NFL/AFL選秀第三輪（總第75順位）被選中。

## 早年生活和教育
禾根於1945年6月8日出生於田納西州孟菲斯。他就讀於孟菲斯的東部高中，是一位雙料體育明星，既是一位備受推崇的足球新星，又是一位專攻跨欄的頂級田徑運動員。在波比·布魯克斯的執教下，禾根是東部球隊的先發球員，並於1962年奪得分區冠軍，併入選孟菲斯最佳陣容和州最佳陣容。作為“西田納西州最受歡迎的球員之一”，他不顧其他20支球隊的邀請，承諾為密西西比大學反叛者打大學橄欖球。
1963年，禾根在密西西比大學新生隊度過了他的第一年。1964年他還不是大學代表隊的成員。禾根於1965年入選，在從進攻位置轉為防守位置後，成為球隊的首發右截鋒。他也因其速度而被列入開球隊，同時也能夠在進攻中、外接手或近端鋒中鏟球。他出現在1965年賽季的每場比賽中。
禾根最初於1966年被任命為球隊的首發進攻後衛，接替畢業的斯坦·辛德曼。他最終成為頂級替補前鋒，除了後衛之外還被用來鏟球。1967年，作為一名四年級學生，禾根被任命為隊長，並擔任叛軍的首發弱側進攻截鋒。1968年畢業。在校隊的三個賽季中，密西西比大學每年都能打一場碗賽。

## 外部連結
- 球員資料及職業生涯數據可在以下網站查詢： Pro Football Reference